# Бостонская фондовая биржа
Бостонская фондовая биржа — региональная фондовая биржа, основанная 13 октября 1834 года в Бостоне, Массачусетс. Является третьей старейшей фондовой биржей в США. Эта биржа почти бесперебойно функционирует до наших дней. Единственное исключение составил период с 30 июля 1913 года по 10 декабря 1914 года, когда Бостонская фондовая биржа, как и Нью-Йоркская фондовая биржа и другие биржи, временно приостановила свою деятельность в связи с хаосом, вызванным началом Первой мировой войны.
Первоначально она называлась Boston Stock and Exchange Board. Лишь в 1885 году пришло понимание того, что членство или места должны быть платными.
С 11 апреля 1911 года биржа стала располагаться по адресу: Стейт-стрит, 53. 18 января 1892 года была создана клиринговая палата фондовой биржи, вторая подобного рода в стране.
2 октября 2007 года Nasdaq согласилась приобрести убыточную Бостонскую биржу за 61 млн долларов США.